# Lambton—Middlesex
Pour les articles homonymes, voir Middlesex.
Lambton—Middlesex fut une circonscription électorale fédérale de l'Ontario, représentée de 1979 à 1997.
La circonscription de Lambton—Middlesex a été créée en 1976 à partir de Huron—Middlesex, Lambton—Kent, Middlesex—London—Lambton et Sarnia—Lambton. Abolie en 1996, elle fut redistribuée parmi Elgin—Middlesex—London, Lambton—Kent—Middlesex, London-Ouest, Perth—Middlesex et Sarnia—Lambton.

## Géographie
En 1987, la circonscription de Lambton—Middlesex comprenait:
- Le comté de Lambton, excluant la cité de Sarnia, le village de Point Edward, les cantons de Moore et Sarnia et les réserves amérindiennes de Sarnia et de Walpole Island
- Une partie du comté de Middlesex, incluant les cantons de McGillivray, Lobo et de Delaware

## Députés
1. 1979-1980 — Sidney Fraleigh, PC
2. 1980-1984 — Ralph Ferguson, PLC
3. 1984-1988 — Sidney Fraleigh, PC (2)
4. 1988-1993 — Ralph Ferguson, PLC (2)
5. 1993-1996 — Rose-Marie Ur, PLC

- PC = Parti progressiste-conservateur
- PLC = Parti libéral du Canada